# Joseba Sarrionandia
Joseba Sarrionandia (1958. április 13.) baszk író, a baszk ETA szervezet egykori tagja. Regényeket és novellákat ír.

## Életrajza
A Deustoi Egyetemen szerezte meg PhD-fokozatát baszk nyelvből, és a baszk nyelv tanáraként kezdett el dolgozni. Bergarában fonetikát tanított és a Baszk Egyetemen is dolgozott. A Zeruko Argia, Anaitasuna és az Oh Euzkadi magazinok számára is írt cikkeket. Az Ibaizabal magazin egyik alapítója. Az újságírás mellett fordított is: Samuel Taylor Coleridge-től.
1980-ban, mint az ETA tagját, a rendőrség letartóztatta, és 22 évi börtönbüntetésre ítélték. Ezután a börtönélményei megjelentek az írásiban is. 1985-ben, Szent Fermin napján (július 7-én) megszökött a börtönből Iñaki Pikaea és Imanol Larzabal társaságában (koncert volt a börtönben és a hangszóróban bújtak el). A baszk radikális Kortatu zenekar Sarri, Sarri című száma ennek a tiszteletére íródott. Azóta bujkálva él. A Lagun Izoztua (Fagyos barát) című regényében a száműzetéséről ír.

## Munkái
- Izuen gordelekuetan barrena, 1981
- Narrazioak, 1983
- Intxaur azal baten barruan. Eguberri amarauna, 1983
- Alkohola poemak, 1984
- Ni ez naiz hemengoa, 1985
- Atabala eta euria, 1986
- Marinel zaharrak, 1987
- Marginalia, 1988
- Ez gara gure baitakoak, 1989
- Izeba Mariasunen ipuinak, 1989
- Ainhoari gutunak, 1990
- Ifar aldeko orduak, 1990
- Gartzelako poemak, 1992
- Han izanik hona naiz, 1992
- Hnuy illa nyha majah yahoo, 1995
- Miopeak, bizikletak eta beste langabetu batzuk, 1995
- Hitzen ondoeza, 1997
- Hau da nire ondasun guzia, 1999
- Zitroi ur komikiak: Joseba Sarrionandia komikitan, 2000
- Lagun izoztua, 2001
- XX. mendeko poesia kaierak: Joseba Sarrionandia, 2002
- Kolosala izango da, 2003
- Akordatzen, 2004
- Harrapatutako txorien hegalak, 2005
- Munduko zazpi herrialdetako ipuinak, 2008
- Gau ilunekoak, 2008
- Idazlea zeu zara, irakurtzen duzulako, 2010
- Moroak gara behelaino artean?, 2010
- Narrazio guztiak (1979-1990), 2011
- Durangoko Azoka 1965-2015, 2015
- Lapur banden etika ala politika, 2015
- Hilda dago poesia? ¿La poesía está muerta?, 2016